# Hongjia (sockenhuvudort i Kina, Zhejiang Sheng, lat 28,61, long 121,41)
Hongjia (kinesiska: 洪家街道) är en sockenhuvudort i Kina. Den ligger i provinsen Zhejiang, i den östra delen av landet, omkring 220 kilometer sydost om provinshuvudstaden Hangzhou. Antalet invånare är 73 481. Befolkningen består av 35 787 kvinnor och 37 694 män. Barn under 15 år utgör 14,0 %, vuxna 15-64 år 78 %, och äldre över 65 år 7,0 %.
Runt Hongjia är det mycket tätbefolkat, med 1 095 invånare per kvadratkilometer. Närmaste större samhälle är Taizhou, 5,7 km norr om Hongjia. Trakten runt Hongjia består till största delen av jordbruksmark.
Genomsnittlig årsnederbörd är 2 144 millimeter. Den regnigaste månaden är augusti, med i genomsnitt 395 mm nederbörd, och den torraste är januari, med 73 mm nederbörd.